# Leapmotor C10
Leapmotor C10 – elektryczny i hybrydowy samochód osobowy typu SUV klasy średniej produkowany pod chińską marką Leapmotor od 2024 roku.

## Historia i opis modelu

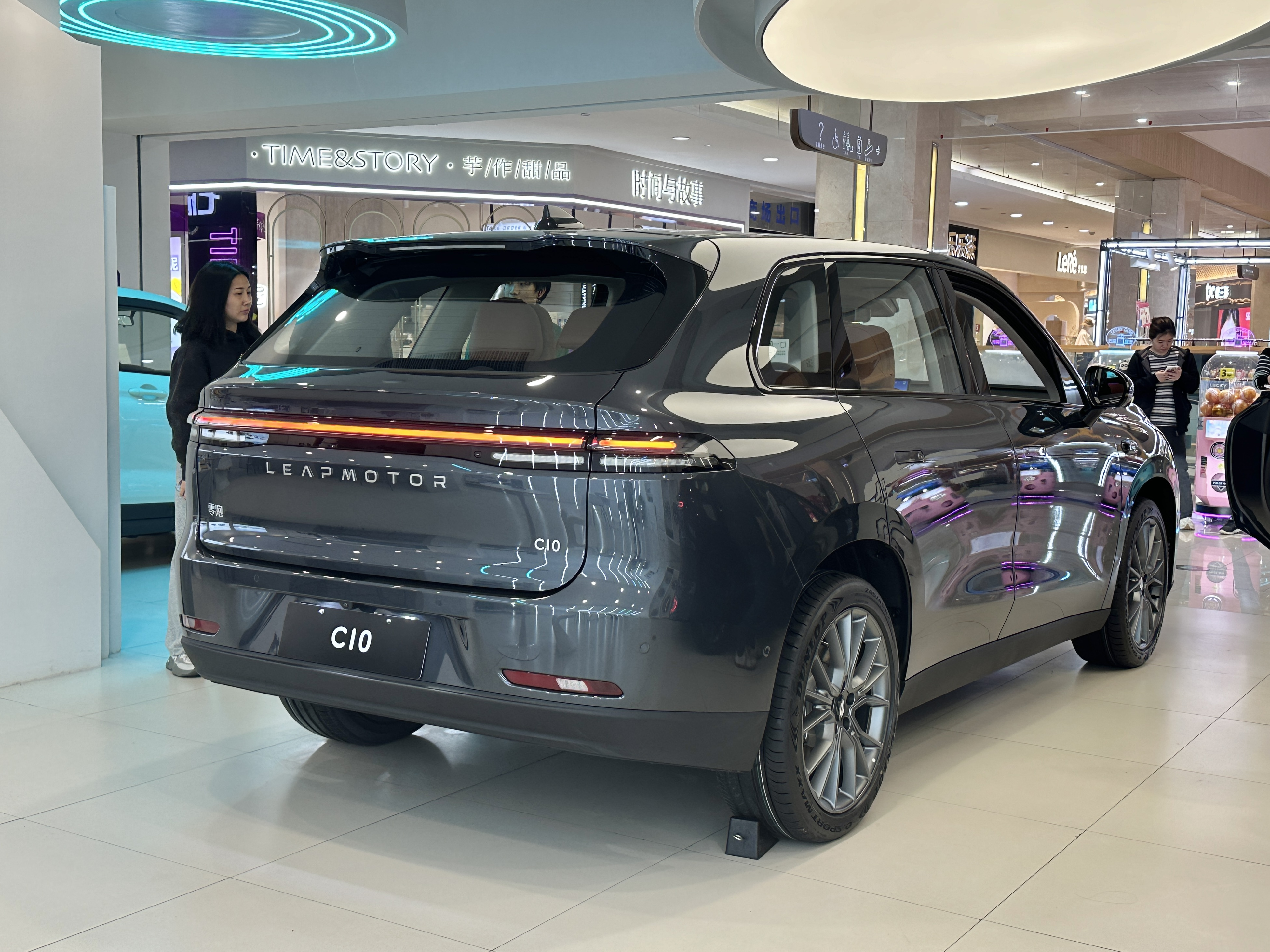
Leapmotor C10 - tył

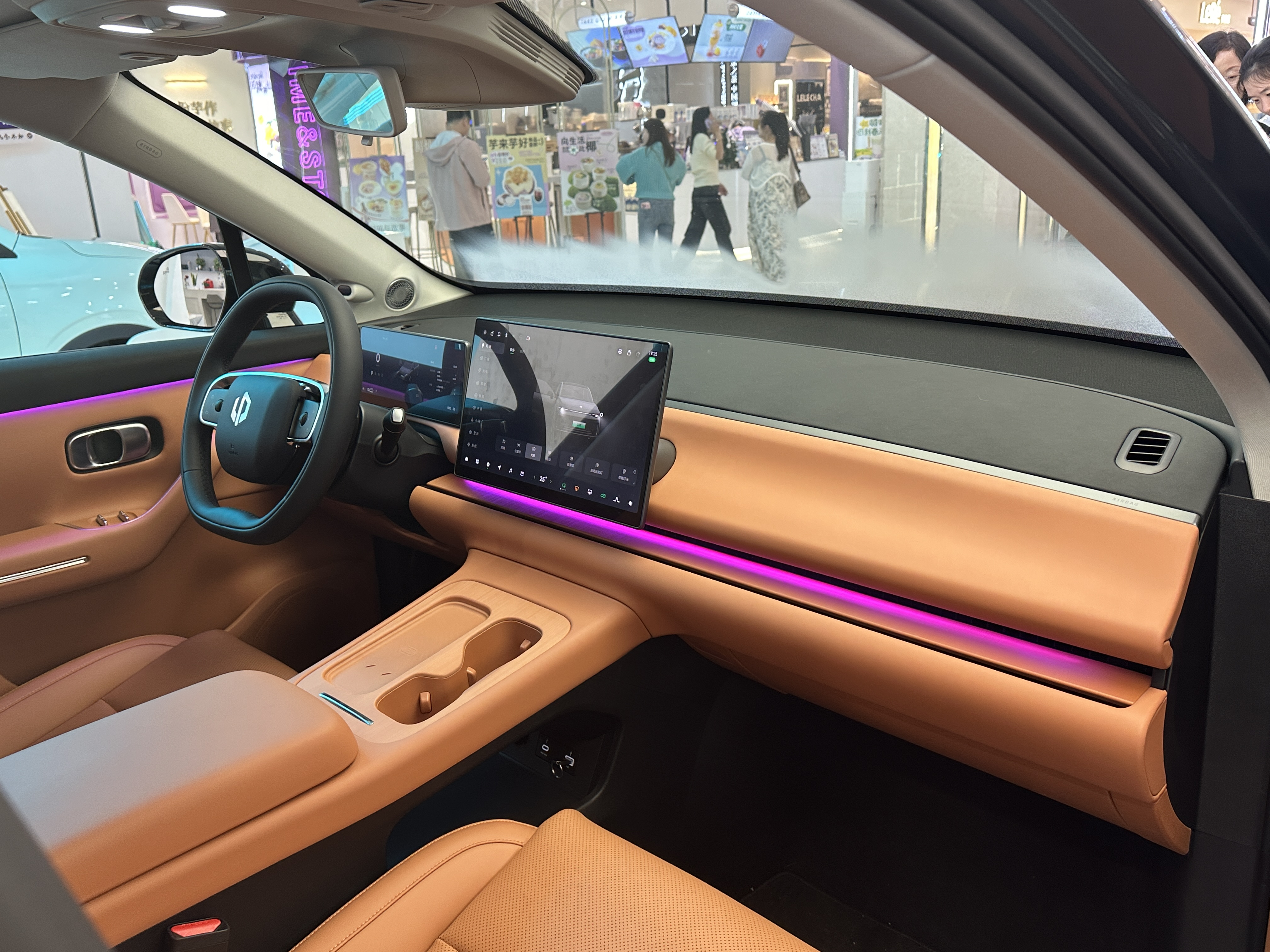
Leapmotor C10 - kokpit

Podczas międzynarodowych targów motoryzacyjnych IAA Mobility we wrześniu 2023 w niemieckim Monachium miała miejsce premiera pierwszego samochodu Leapmotor opracowanego z myślą o rynkach globalnych. C10 przyjęło postać średniej wielkości SUV-a, jako pierwszego opartego na nowej modułowej płycie podłogowej Leap 3.0 wspierającej jazdę półautonomiczną oraz na bardziej zaawansowanych parametrach układu elektrycznego.
Pod kątem stylistycznym Leapmotor C10 zaadaptował język stylistyczny modeli C01 i C11, wyróżniając się łezkowatymi reflektorami połączonymi listwą świetlną, a także pasem oświetlenia wieńczącym tylną część nadwozia. Jednocześnie samochód zyskał bardziej kanciaste i foremne proporcje. Za dachu umieszczono obudowany radar do systemu jazdy półautonomicznej, a dodatkowe czujniki pokryły także błotniki.
Kabina pasażerska utrzymana została w prostej estetyce, łącząc horyzontalny wyświetlacz dla cyfrowych zegarów o przekątnej 10,25 cala z dużym, centralnym 14,6 calowym ekranem dotykowym systemu multimedialnego oraz masywnym, wysoko zabudowanym tunelem środkowym. Producent zdecydował się na zastosowanie nietypowej, pastelowej kolorystyki wewnątrz, łącząc czarne akcenty z pomarańczowym lub fioletowym pokryciem foteli, deski rozdzielczej czy boczków drzwi.

### Sprzedaż
Leapmotor C10 powstał z myślą o globalnych rynkach zbytu, stanowiąc wstęp do rozpoczęcia działalności chińskiej firmy szczególnie w Europie Zachodniej. Ponadto, producent przewidział także poszerzenie swojej lokalnej oferty, oferując C10 równolegle z mniej kanciastym SUV-em C11. Sprzedaż w rodzimych Chinach rozpoczęła się w marcu 2024, z cenami rozpoczynającymi się od 128 800 juanów. We wrześniu 2024 rozpoczęła się oficjalna dystrybucja na wybranych europejskich rynkach, w 2025 poszerzając to grono m.in. o Wielką Brytanie.

### Dane techniczne
Podobnie jak modele C01 i C11, tak i Leapmotor C10 powstał zarówno z myślą o napędzie w pełni elektrycznym, jak i spalinowo-elektrycznym hybrydowym. Ten pierwszy napędza silnik elektryczny o mocy 228 KM, rozwijając maksymalnie 320 Nm momentu obrotowego i zyskując dwa warianty konfiguracji akumulatorów: 52,9 kWh i 410 km zasięgu CLTC lub 69,9 kWh i 530 km zasięgu, równoeż według chińskiej procedury pomiarowej CLTC.  Odmiana hybrydowa połączyłą 1,5 litrowy silnik o mocy 94 KM, 228-konny silnik spalinowy i baterię 28,4 kWh, co pozwoliło na maksymalnie 1190 kilometrów zasięgu w cyklu mieszanym. Platforma Leap 3.0 umożliwia ładowanie o mocy do 800V, z kolei pakiet baterii zajmuje o 17,5% mniej przestrzeni.